# 伊田篤史
伊田篤史（1994年3月15日—），日本職業圍棋棋士，隸屬日本棋院。2015年取得十段頭銜，時年21歲，創下十段戰史上最年輕冠軍、入段以來最快奪取頭銜兩項紀錄。

## 生平
伊田篤史於八歲時被漫畫《棋魂》吸引，開始學習圍棋。2005年小六時成為院生，2009年國中畢業時入段，當年度即取得18勝5敗的優異成績。2012年伊田從BC信用卡杯預賽殺出，並在本賽一回戰中擊敗中國的彭荃七段，從而獲得棋道新人賞，並於農心杯中出場。
2013年伊田篤史以19歲5個月之齡進入本因坊循環圈，為史上第二年少（最年少紀錄為余正麒）。初次戰於循環圈的伊田以6勝1敗的成績進入挑戰者決定戰，一舉獲得挑戰權，成為本因坊戰最年少的挑戰者。
2018年與万波奈穂結婚。

## 職業生涯年表
- 2005: 日本棋院中部總本部院生
- 2009: 中部總本部採用試驗入段。年度戰績18勝5敗。
- 2010: 二段。
- 2011: 三段。
- 2012: BC信用卡杯32強。農心杯出場。
- 2013: 四段。打入本因坊循環圈，直升七段。
- 2014: 本因坊挑戰者，升八段。年度33勝15敗。
- 2015: 第62期NHK杯冠軍。挑戰高尾紳路並以三勝二敗獲得十段頭銜（4/22）。
- 2016: 十段防衛失利。11月，挑戰羽根直樹成功，奪得王冠頭銜。
- 2017: 王冠戰擊退六浦雄太之挑戰，二連霸。
- 2018: 王冠戰擊退挑戰者中野寬也，三連霸。
- 2019: 王冠戰擊退挑戰者小縣真樹，四連霸。
- 2020: 擊敗大竹優，完成王冠戰五連霸。

## 外部連結
- 伊田　篤史 | 棋士 | 囲碁の日本棋院 （页面存档备份，存于），日本棋院的棋士介紹頁。（日語）
- 勵志！瘦弱少年癡迷《棋魂》 13年後成日本冠軍-新浪新聞[永久] （繁體中文）